# Mesotaenium berggrenii
Espèce
Synonymes
- Ancylonema nordenskioldii var. berggernii Wittrock, 1883[2]

Mesotaenium berggrenii est une espèce d'algues vertes du genre des Mesotaenium et de la famille des Mesotaeniaceae.

## Liste des variétés
Selon NCBI (7 décembre 2017) :
- variété Mesotaenium berggrenii var. alaskana